# Pseudonyme
Pour les articles homonymes de l'apocope « pseudo », voir Pseudo.
Ne doit pas être confondu avec Mononyme.
Un pseudonyme est un nom d'emprunt adopté par une ou plusieurs personnes pour exercer une activité sous un autre nom que celui de leur identité officielle.
Il se distingue du surnom en ceci qu'il est choisi par la personne qui le porte au lieu de lui être attribué par un tiers. Son usage est fréquent dans certains milieux, tels que le milieu artistique : auteurs, acteurs, etc., ou scientifique : groupe d'auteurs (Bourbaki), confidentialité (Student), etc.
L'usage du pseudonyme peut avoir plusieurs motivations : substitution à un nom jugé imprononçable, trop marqué ethniquement ou « peu glamour », protection de l'identité réelle, même patronyme dans le même domaine (l'acteur Stewart Granger a travaillé sous ce pseudonyme à la place de son nom réel, James Stewart, pour ne pas être confondu avec l'acteur vedette James Stewart), motivation artistique, etc. Un mode assez courant de formation de pseudonymes est d'utiliser une anagramme de son nom réel (certaines œuvres de François Rabelais sont parues sous le pseudonyme d'Alcofribas Nasier).

## Dans les arts
Pour les arts du spectacle (acteurs, humoristes, chanteurs, etc.), on parle de nom de scène ou nom d'artiste.
Le cas le plus connu reste sans doute celui de Molière, dont le vrai nom était Jean-Baptiste Poquelin. Citons aussi Bourvil, Dalida ou Arletty.
Dans le cinéma d'exploitation américain, bon nombre d'acteurs et réalisateurs d'origine étrangère ont pris un pseudonyme à consonance anglophone afin de rendre leurs films plus vendeurs, comme Cary Grant, qui se nommait Archibald Leach dans la vie. Dans ce même milieu, certains réalisateurs prennent un certain nombre de pseudonymes.
En France, la mode des pseudonymes anglais s'est répandue du cinéma aux chanteurs « yéyés » dans les années 1960 : Johnny Hallyday, Eddy Mitchell, Dick Rivers, Sheila, etc.
Le monde de la musique moderne est rempli de pseudos et de noms de groupes.

### Autres arts
Pendant la Renaissance artistique, beaucoup d'artistes italiens se nomment par rapport au métier de leur père ou par son lieu d'origine : par exemple, Le Caravage (issu du village de Caravaggio), les Da Sangallo (travaillant à la porte Saint-Gall de Florence), les Pollaiolo (du métier du père, éleveur de poules), Jacopo del Sellaio (le Sellier) par le métier de son père.
Au début du XXe siècle, les historiens de l'art attribuent des surnoms aux artistes dont il ne connaissent pas (encore) le nom, qu'ils baptisent maîtres anonymes. Certains ouvrages de la littérature antique, dont le véritable auteur est inconnu, ont été attribués faussement à un auteur connu. Quand l'erreur a été reconnue, le nom de cet auteur est précédé du suffixe Pseudo- et l'on parle de pseudépigraphe.

## En littérature
Le pseudonyme d'un écrivain ou d'un journaliste est appelé son « nom de plume ».
Le phénomène apparaît dès la Renaissance, mais ne se répandra vraiment qu'à partir du XVIIIe siècle avec Voltaire (Molière est un nom de scène plus qu'un nom de plume).
Gérard Labrunie a pris pour pseudonyme Gérard de Nerval en 1830 et Henri Beyle signe ses écrits Stendhal.
D'autres écrivains signaient avec l'anagramme de leur nom : Alcofribas Nasier fut le pseudonyme de François Rabelais. Le nom de Voltaire est en fait l'anagramme de « Arouet L.J. » (Arouet Le Jeune), le u étant pris comme un v et le j comme un i. Honoré de Balzac signait Lord R'Hoone (anagramme d'Honoré) certaines œuvres de jeunesse.
Les femmes écrivains de l'époque victorienne ont souvent choisi un nom de plume masculin pour être agréées dans le milieu de l'édition. Les sœurs Charlotte, Emily et Anne Brontë ont ainsi d'abord publié sous les noms de Currer, Ellis et Acton Bell. George Eliot s'appelait Mary Evans. En France au XIXe siècle et au début du XXe, Aurore Dupin signe George Sand, mais on trouve aussi Daniel Lesueur (Jeanne Loiseau), Daniel Stern (Marie d'Agoult), Gérard d'Houville (Marie de Heredia-Reignier), Max Lyan (Berthe Serres), etc.
Une vingtaine de pseudonymes de Frédéric Mistral ont été relevés, notamment dans la signature de ses articles dans L'Aiòli, tous à consonnance provençale : Mèste Franc, Gui de Mount-Pavoun, Cousinié Macàri, Michèu Gai, Lou Cascarelet, Grand la Borgno, Lou Felibre de Bello Visto, Un Maianen, Lou Felibre dóu Mas, Antoine Chansroux, Lou Canounge de N-D. de Casten, Lou Felibre de Bèuvezet, Lou Felibre Calu, Jan Chaplo Verne, Un Jouine Felibre, Lou Medecin di Torro, Tounin Clapo, Lou Tout-Obro, Ambròsi Boufarel
.
Georges Simenon est connu principalement pour son personnage du commissaire Maigret. Ses amateurs ont recensé une trentaine de pseudonymes au total, utilisés dans des contextes précis : Georges Sim, Luc Dorsan, La Déshabilleuse, Plick et Plock -(d'après la bande dessinée de Christian Christophe, auteur du Sapeur Camember), Georges d'Isly, Germain d'Antibes, etc. Il eut même un pseudonyme involontaire lorsque deux de ses œuvres à thème maritime (Les Gens d'en face et Le Passager du Polarlys) furent traduites en anglais et publiées en un seul volume intitulé Danger on Land/Danger at Sea par les éditions Doubleday qui choisirent le pseudonyme de Victor Kosta, estimant que le nom de Georges Simenon était trop peu connu du public anglo-saxon.
Fernando Pessoa quant à lui utilisa au cours de sa carrière de nombreux hétéronymes et autres pseudonymes : Alberto Caeiro, Ricardo Reis, Alvaro de Campos, Bernardo Soares et au moins soixante-douze alias en incluant les simples pseudonymes et les semi-hétéronymes,.
Nombre d'écrivains ont choisi de signer leurs œuvres d'un pseudonyme, parfois pour des raisons de sécurité : Jean Bruller avait pris le nom de Vercors aux Éditions de minuit pendant la Seconde Guerre mondiale ; François Mauriac, chez le même éditeur, publiait sous le nom de Forez. Les écrivains résistants avaient tous des noms de régions de France comme pseudonyme.
Pour se donner le « genre » américain, très à la mode dans les années 1940, Boris Vian signe « Vernon Sullivan » son roman « américain » J'irai cracher sur vos tombes, tandis que l'« Américain » James Hadley Chase n'était autre que le Britannique René Brabazon Raymond, qui écrivait ses romans avec un dictionnaire d'argot américain.
L'écrivain Romain Gary, de son vrai nom Roman Kacew, obtint une première fois le prix Goncourt en 1956, puis une seconde fois sous le pseudonyme d'Émile Ajar en 1975, alors qu'un auteur n'est pas autorisé à recevoir ce prix plus d'une fois. La supercherie ne sera découverte qu'après sa mort.
Kierkegaard initie un genre  nouveau, ramifiant la pseudonymie en polynymie. Fernando Pessoa oppose l'hétéronymie de ses personnages à l'orthonomie de son nom, qui signifie « personne ».
Certaines personnalités politiques ou certains hauts magistrats tenus au devoir de réserve ont eu recours à l'édition sous pseudonyme, que ce soit pour publier de la littérature de divertissement (Edgar Faure et ses romans policiers publiés sous le pseudonyme Edgar Sanday) ou des essais sérieux (le juge Serge Fuster qui publiait ses livres et donnait des interviews sous le nom de Casamayor), ou pour parler de leur métier, comme le blogueur et avocat Maître Eolas (dont la véritable identité n'est pas connue du grand public).

## Dans la bande dessinée
Dans la bande dessinée, les pseudonymes ont été nombreux, à la suite des « fondateurs » Christophe et le plus connu, Georges Remi, dont le pseudonyme « Hergé » vient des initiales RG de son vrai nom. « Jijé » (Joseph Gillain), « Jidéhem », « Achdé », reprennent le procédé.
Des auteurs tels que Morris (Maurice de Bevere), Peyo (Pierre Culliford), Tibet (Gilbert Gasquard) et Didgé (Didier Chardez Jr.) utilisent une prononciation enfantine de leur prénom. « Lambil » (Willy Lambillotte) « Watch » (Wattier) ou « Mitacq » (Michel Tacq) sont directement inspirés des vrais noms.
Cas original, Jean Giraud a utilisé plusieurs signatures : Giraud, Gir et Mœbius parce que, disait-il, « je dessine des bandes tordues ».

## Caricatures et dessin de presse
Dans le domaine de la caricature et du dessin de presse, l'usage de pseudonymes est fréquent. C'est une tradition qui remonte aux premières mesures de censure de la presse de grande diffusion sous Louis Philippe et Napoléon III (voir la caricature Les Poires qui valut moult ennuis judiciaires à Charles Philippon et Honoré Daumier). Le pseudonyme peut ainsi servir de mesure (très illusoire) de protection contre les abus d'un pouvoir autoritaire. D'autre part, l'adoption d'un pseudonyme concis (une ou deux syllabes) était une façon de créer une signature percutante et facilement reconnaissable par le public. Comme pour la bande dessinée (voir supra), c'est souvent une variation sur le nom ou les initiales prononcées phonétiquement : Cabu (alias Jean Cabut), Jean Effel (François Lejeune), Piem (Pierre de Montvallon), Lap (Jacques Laplaine). Mais on trouve aussi des pseudonymes tels que Chaval (Yves Le Louarn) ou, dans un passé plus lointain, Sem (Marie Joseph Georges Goursat), Emile Cohl (Emile Courtet), Gill (André Gosset de Guines), Cham (Amédée de Noé), etc.
Cette tradition n'est pas limitée à la sphère francophone : en Grande-Bretagne, on peut citer Kem (l'Anglo-Égyptien Kimon Marengo), Fougasse (Cyril Kenneth Bird), grand blessé à Gallipoli en 1914-1918, dont le pseudonyme se réfère au surnom d'une mine antipersonnel particulièrement meurtrière, Jon (WJP Jones), Acanthus (Frank Hoar, architecte en temps de paix et caricaturiste durant la guerre de 39-45). Raff (Bill Hooper, aviateur dans la RAF puis les FAFL et créateur du calamiteux officier-pilote Percival Prune et de son alter ego l'aspirant Lapraline).
En Union soviétique, le pseudonyme Koukriniski dissimule trois mousquetaires de la caricature anti-nazie (Kouprianov, Krylov et Sokolov), travaillant en étroite collaboration et dont le talent éclectique va largement au-delà du dessin politique.
Dans l'Argentine du XXe siècle, qui connut bien des épisodes de dictature, le créateur de Mafalda, l'Argentin Joaquín Salvador Lavado Tejón utilisait le pseudonyme de Quino.

## En politique ou en situation de guerre
On trouve plusieurs appellations possibles : nom de guerre, nom de code, nom de résistance, nom de clandestinité. Pour diverses raisons (guerre, résistance, opposition politique, clandestinité ou sécurité de la personne concernée ou celle de la famille), il est parfois nécessaire de coder les messages et les noms d'état civil des protagonistes.
La plupart des révolutionnaires de l'Empire russe prirent un pseudonyme :
- Vladimir Ilitch Oulianov, dit Lénine ;
- Lev Davidovitch Bronstein, dit Trotski ;
- Joseph (Iossif) Vissarionovitch Djougachvili, dit Staline.

En France, pendant la Première Guerre mondiale, Gustave Dupin, militant ouvrier, prit comme pseudonyme le nom de la commune d'Ermenonville afin de publier divers ouvrages sur cette guerre.
Dans la période trouble de l'entre-deux-guerres, des activistes d'extrême droite, dissidents de l'Action Française, tentés par l'action violente et le coup d'État fondent l'O.S.A.R.N (Organisation Secrète d'Action Révolutionnaire Nationale) plus connue comme « La Cagoule ». Les Cagoulards se lancent dans l'action clandestine et utilisent des noms de guerre. Eugène Deloncle est connu comme « Marie », Aristide Corre comme « Dagore », Jacques Corrèze comme « La Bûche » (il a travaillé au grand magasin « Au Bûcheron », rue de Rivoli à Paris). Dans un second temps La Cagoule se structure et incorpore des militaires aux opinions patriotes et conservatrices, comme Georges Loustaunau-Lacau qui prend le pseudonyme « Navarre » (sa région d'origine).
Maurice Duclos, officier d'artillerie, prend pour pseudonyme « Saint-Jacques » (en référence à la station de métro parisienne) et incite les nouvelles recrues à prendre pour pseudonyme des noms de stations de métro (cf. Alexandre Beresnikoff alias « Corvisart »). Passé ensuite à la Résistance, Maurice Duclos est auprès de De Gaulle à Londres. Il travaille au sein de son service de renseignements, le BCRA, et conseille la même pratique.
Le chef du BCRA, André Dewavrin, prend également le pseudonyme de « Passy » (ultérieurement « Brumaire » pour une mission à haut risque en France occupée), ce qui le fera suspecter d'avoir appartenu à la Cagoule, y compris par le FBI américain dirigé par J. Edgar Hoover, accusation dont il se défendra toujours avec la dernière énergie.
Pendant la Seconde Guerre mondiale, les résistants ou les combattants des pays occupés par l'Allemagne nazie ayant rejoint les forces alliées prirent des « noms de guerre » ou de résistance. Certains noms restèrent attachés par la suite au nom initial de l'état-civil, en particulier pour les personnalités les plus en vue. On a même vu le pseudonyme remplacer purement et simplement, de façon officielle, le nom d'état civil initial. Quelques exemples :
- Jacques Delmas, nom de résistance Chaban, devint Jacques Chaban-Delmas ;
- Henri Tanguy, nom de résistance Rol (en souvenir de Théo Rol), devint Henri Rol-Tanguy, en 1970 ;
- Philippe de Hauteclocque, nom de guerre Leclerc, devint Philippe Leclerc de Hauteclocque ;
- Herbert Ernst Karl Frahm, nom de clandestinité Willy Brandt qui devint son nom légal quand il récupéra sa nationalité allemande en 1948.
- l'ingénieur aéronautique Marcel Bloch, juif et refusant de travailler pour les Allemands, est déporté à Buchenwald. Son frère, le général Paul Bloch, est membre de la Résistance[19] sous divers pseudonymes dont Chardasso (phonétique de « char d'assaut »). À son retour de déportation, Marcel fait changer officiellement son patronyme en Bloch-Dassault en 1946, puis en Dassault tout court en 1949[20].

On utilisera également le terme « nom de code » ou « blaze ». Robert Barcia a ainsi été longtemps connu sous son seul « blaze », Hardy. Pierre Boussel est plus connu sous le nom de Pierre Lambert, nom porté dans la clandestinité politique et syndicale lors de la Seconde Guerre mondiale.

## Prostitution et galanterie
Dans le milieu de la prostitution et de la galanterie, les pseudonymes sont d'usage courant, voire systématique, mais peuvent correspondre à plusieurs réalités :
- Pour les prostituées au sens strict (rue, maison close…), le pseudonyme est d'abord destiné à isoler la vie de « femme publique » à celle de la vie privée (famille, travail, etc.) ; le recours à n'importe quel prénom, de préférence suggestif, peut laisser la place à des noms plus poétiques dont littérature et cinéma font grand usage (Belle de jour, Casque d'Or, Nana…).
- Pour les grandes « cocottes » du Second Empire et de la Belle Époque, le pseudonyme est plutôt un moyen de s'assurer un statut social dont personne n'est dupe, mais qui facilite l'accès au grand monde. Ni Liane de Pougy, ni Émilienne d'Alençon, ni Valtesse de La Bigne n'avaient les titres de noblesse que leur pseudo-particule auraient laissé imaginer. En revanche, la marquise de Païva, qui a débuté comme simple Thérèse, a bien acquis ce titre par mariage, et Liane de Pougy a fini par devenir princesse Ghika, sans officier pour autant sous ce nom… Agustina Otero Iglesias est plus modeste, mais non moins adulée : elle s'est contentée du pseudonyme de Caroline Otero, mais tout Paris la surnomme La Belle Otero. On ne doit pas oublier que les cocottes sont souvent danseuses ou actrices, et que le pseudonyme qu'elles adoptent est souvent aussi un nom de scène, tel celui de Mata Hari.
- Plus récemment, le développement de la prostitution sur internet a modifié l'usage des pseudonymes liés à la prostitution : la même escort girl (mais aussi escort boy) dispose d'un nom d'emprunt identique à, ou distinct de, son identifiant, mais rien ne l'empêche d'user de pseudonymes différents suivant les sites qu'elle utilise. Plus volatils, ceux-ci peuvent être des prénoms (souvent exotiques ou évocateurs), des qualificatifs (Blonde, Blackette…), des éloges autoproclamés (Jolie, Diamant…), des indicateurs de spécialité (Domina, Fontaine…), etc. avec toutes les combinaisons imaginables entre ces éléments ainsi qu'avec une numérotation ou une localisation.
- Pour des raisons similaires, la plupart des camgirls et actrices pornographiques font usage d'un pseudonyme, et évitent généralement de dévoiler leur véritable nom afin de se protéger de potentielles agressions.

## Identité en ligne
De nombreuses communautés (forums, chats, jeux vidéo en ligne, wikis) demandent à leurs usagers d'utiliser un pseudonyme lorsqu'ils communiquent entre eux. Le pseudonyme permet de masquer l'identité et les administrateurs d'une communauté encouragent les utilisateurs à révéler le moins de choses possibles sur leur identité non numérique. Ceci est fait afin de protéger les usagers qui seraient encore mineurs, d'empêcher toute forme de vol d'identité sur le site ou d'éviter à ces derniers d'être reliés à leur identité réelle. Par contre, étant donné cet usage des pseudonymes, une même personne peut visiter un site avec plusieurs pseudonymes différents ou plusieurs personnes peuvent visiter en partageant le même pseudonyme.
À plus forte raison, sur les sites de rencontre et les sites libertins, les pseudonymes recouvrent le même double besoin de marquage identitaire et de protection de l'anonymat.
L'usage du pseudonyme est également très courant dans les sites de partage vidéo comme YouTube. Il n'est cependant pas systématique et les vidéastes qui en utilisent un ne cachent pas toujours leur identité réelle.
On retrouve un phénomène similaire avec la propagation des blogs et des plates-formes d'expression, où les pseudonymes sont utilisés comme noms de plume afin de séparer la personnalité publique de la personne privée, d'une manière similaire à ce qu'on peut trouver dans le monde de la littérature. À titre d'exemple, on peut citer Maître Eolas qui a notamment écrit une série de billets sur son blog dans lesquels il explique son choix.
De plus, l'usage des pseudonymes tend à devenir le centre d'un débat sur internet, certains l'accusant de faciliter le cyberharcèlement par l'anonymat qu'il confère et cherchant donc à les interdire ou les restreindre : on peut citer la tentative de la société de jeux vidéo Blizzard de rendre obligatoire l'utilisation du nom réel de l'utilisateur sur leurs forums dans le but de lutter contre les trolls et de réduire l'agressivité des discussions. Cependant, cette idée ne fait pas l'unanimité, les cas de harcèlement se produisant aussi sous des identités réelles, de même que la suppression totale du pseudonymat rendrait encore plus vulnérables les victimes de harcèlement, qui seraient plus faciles à retrouver par leurs agresseurs.

## Tag et graff
Les pratiques graphiques et picturales du tag et du graff sont d'origine vouées à utiliser le pseudonyme, dit « blase » ou « blaze » en argot français, comme support d'une forme de calligraphie, c'est l'une des plus importantes sources de pseudonymes de notre époque après Internet.

## Sports

### Catch
Dans le domaine du catch, les sportifs choisissent un ou plusieurs noms de ring. De l'époque faste du catch en France, autour des années 1950, avec des représentations parfois télévisées à l'Élysée-Montmartre, sont restés des pseudonymes comme le « bourreau de Béthune », l'« ange noir » et l'« ange blanc » (qui se produisit également à Abidjan dans le cabaret « le refuge » tenu par l'ex truand Jo Attia). Ce phénomène n'est toutefois pas limité à la France: on peut notamment citer Hulk Hogan (Terry Bollea) ou Santo (Rodolpho Guzman Huerta).

### Sports collectifs
Pour les sportifs lusophones et hispanophones, comme les noms de famille sont souvent redondants (voir Système traditionnel des noms espagnols), il est parfois d'usage d'utiliser un pseudonyme pour se démarquer des autres individus (Deco, Falcão, Nenê, Ronaldinho, Rodri…). Certains sportifs ne sont connus que par leur prénom qui fait alors usage de pseudonyme : (Jesé, Josimar, Marta, Neymar, Gilmar, Denílson…). Au Brésil, il est commun de voir des footballeurs brésiliens qui utilisent le nom de leur État en tant que complément de leur prénom pour pouvoir se différencier les uns des autres (Marcelo Goiano pour le Goiás, Éder Gaúcho pour le Rio Grande do Sul, Léo Mineiro pour le Minas Gerais, Marcelinho Paulista pour l'État de São Paulo…).

### Tauromachie
Dans le monde de la tauromachie, les matadors se font parfois connaître du grand public sous un nom d'emprunt, l'apodo, pseudonyme choisi en fonction de leur ville d'origine, d'une caractéristique physique ou d'un ancien métier. Ainsi El Cordobés, de son véritable nom Manuel Benítez Pérez, a choisi comme nom de matador un pseudonyme signifiant « le Cordouan », par allusion à Cordoue, la ville où il est né. Nimeño II (« le Nîmois »), pour l'état civil « Christian Montcouquiol », avait pris un pseudonyme en référence à Nîmes, sa ville d'origine.

### Sports mécaniques
Le sport automobile a souvent mélangé des classes sociales qui ne se seraient pas rencontrées dans d'autres contextes : d'une part des ouvriers et techniciens « sortis du rang » et ayant quitté l'usine ou l'établi pour la piste, parfois d'anciens coureurs cyclistes passés à la moto et à l'automobile, et d'autre part de riches héritiers de familles huppées capables de financer leur passion.
Dans ce contexte les fédérations sportives de tutelle autorisaient l'inscription sous pseudonyme (assumed name en anglais) afin d'éviter les tracas qui auraient pu surgir dans les familles aristocratiques considérant qu'un de leurs membres pratiquait une activité socialement peu recommandable. D'autres raisons ont également contribué à cette coutume, notamment en rallye automobile (équipages mixtes pouvant faire soupçonner une liaison extra-conjugale). Toutefois avec l'acceptabilité sociale et la médiatisation du sport automobile cette coutume est peu à peu tombée en désuétude, d'autant que les identités réelles des compétiteurs sous pseudonyme étaient un « secret de Polichinelle » dans le petit microcosme des sports mécaniques.
Exemples les plus connus : Pierre Levegh (alias Pierre Bouillin), Marie Claude Beaumont (alias Marie Claude Charmasson), Georges Philippe (alias Philippe de Rothschild), Raph (alias Comte Raphaël Bethenod de Las Casas), Géo Ham (mécanicien, copilote mais aussi illustrateur automobile et styliste talentueux) alias Georges Hamel, Biche (coéquipière du champion de rallyes Jean Claude Andruet ; alias Michèle Espinosi-Petit, apparentée à la famille Grammont, industriels spécialisés dans le radio-télévision). Pagnibon (Alias Pierre Boncompagni).

### Autres sports
Le tennisman Jean Borotra a parfois joué sous le pseudonyme (quelque peu transparent) « Ortabor » dans un contexte bien particulier : étudiant à l'École polytechnique dans une promotion spéciale réservée aux étudiants ayant connu la Première Guerre mondiale, il participe à ses premiers tournois majeurs dont les dates coïncident avec ses examens partiels ; il envoie son ami tennisman Louis Leprince-Ringuet passer l'examen à sa place tandis qu'il se consacre au sport.

## Droit

### En France
En droit, l'usage d'un pseudonyme est couramment admis, il se constitue du nom de l'intéressé suivi du préfixe « dit » avant le pseudonyme choisi. La mention du pseudonyme sur la carte d'identité en France est une tolérance de l'administration, qui n'est pas systématiquement accordée. Il est également possible d'ouvrir un compte bancaire sous son pseudonyme, mais cette possibilité reste toutefois à la libre appréciation suivant les différentes administrations. Pour obtenir la mention sur les papiers d'identité, il faudra obtenir un acte de notoriété confirmant votre pseudonyme choisi, réalisé en étude notariale ou délivré par le juge du Tribunal d'Instance du lieu de résidence à la suite du dépôt auprès de celui-ci d'une requête à cette fin prouvant l'usage « constant et ininterrompu et dénué de toute équivoque » de ce pseudonyme.
L'usage du pseudonyme est même parfois expressément autorisé, comme en droit d'auteur : le code de la propriété intellectuelle organise les droits de l'auteur qui publie sous pseudonyme.
Certaines professions ne peuvent pas exercer sous couverture d'un pseudonyme comme les médecins, les dentistes et les sages-femmes, sous peine de 4 500 € d'amende. Et concernant les architectes, ils peuvent exercer sous pseudonyme, à la seule condition qu'ils soient inscrits au tableau de l'ordre des architectes sous ce pseudonyme et aient en leur possession un acte de notoriété.
L'appréciation du pseudonyme est laissée à l'administration préfectorale ou communale et un pseudonyme n'est pas transmissible à sa descendance ni à son conjoint.

## Présentation du pseudonyme
En France, on peut mentionner le pseudonyme d'une personne à la suite de l'identité réelle de l'intéressée en le faisant précéder du terme latin « alias », qui signifie « autrement », « par ailleurs ». Exemple pour Boris Vian, auteur ayant écrit également sous le nom de plume de Vernon Sullivan : « Boris Vian, alias Vernon Sullivan ».
Il est toutefois préférable d'utiliser le participe « dit » suivi du pseudonyme. Exemple : « Roman Kacew, dit Romain Gary ».
Sous l'influence de l'anglais, « aka » (ou a.k.a.), acronyme de « also known as » (littéralement « connu aussi sous le nom de »), est parfois utilisé, surtout par des musiciens contemporains.
On a aussi la possibilité d'introduire le pseudonyme par l'expression « i.e. » (abréviation latine de id est, équivalent de « c'est-à-dire ») et du nom réel, comme dans certains systèmes bibliographiques, tel celui de la British Library : « Ajar, Émile, (i.e. Gary, Romain) ».